# Maud (Texas)
Maud é uma cidade localizada no estado norte-americano do Texas, no Condado de Bowie.

## Demografia
Segundo o censo norte-americano de 2000, a sua população era de 1028 habitantes.
Em 2006, foi estimada uma população de 1021, um decréscimo de 7 (-0.7%).

## Geografia
De acordo com o United States Census Bureau tem uma área de
3,9 km², dos quais 3,9 km² cobertos por terra e 0,0 km² cobertos por água. Maud localiza-se a aproximadamente 90 m acima do nível do mar.

## Localidades na vizinhança
O diagrama seguinte representa as localidades num raio de 20 km ao redor de Maud.